# Barg (Sörup)
Barg (dänisch Bjerre oder auch: Bjerg) ist ein Ortsteil der Gemeinde Sörup.

## Lage
Barg liegt über einen halben Kilometer nördlich vom Dorf Löstrup entfernt und ungefähr 1,5 Kilometer nördlich vom eigentlichen Ort Sörup entfernt. Der Ort Groß-Quern liegt ungefähr zwei Kilometer nordöstlich vom Dorf. Die größere Stadt Flensburg liegt über zehn Kilometer weiter westlich. Ziemlich direkt nördlich des Dorfes liegt an der Kappelner Straße das Haus Petersburg (Lage) (dänisch Petersborg). An besagtem Haus beginnt zudem die nordöstlich verlaufende Straße Bargfeld, ein weiterer Ortsteil von Sörup. Die Nordwestlichen Häuser an der Kappelner Straße gehören noch bis zum Reiterhof Doose (Kappelner Straße 49) zu Barg. Erst die dort anschließenden Häuser und Höfe gehören zum benachbarten Söruper Ortsteil Schwensby. In östlicher Nachbarschaft von Barg liegt zudem das Streudorf Dingholz. Zu Barg werden im Übrigen auch noch einige, einzelne Höfe an der Kappelner Straße, in Richtung des besagten Streudorfes hinzugezählt, so auch offenbar die Adresse Kappelner Straße 59 (Lage).

## Hintergrund
Erstmals erwähnt wurde der Ort offenbar im Jahr 1466 als „Berge“. Der Ortsname Barg verweist auf die Höhenlage des Ortes. Das niederdeutsche Wort „Barg“ entspricht dem hochdeutschen Wort „Berg“.  Auf einer recht detaillierten, dänischen Karte von 1857/58 war der Ort als „Bjerge“ schon zu finden. Im Jahr 1863 war der Ort auf einer weiteren Karte vom Großraum Flensburg unter dem Namen „Barg“ ebenfalls zu finden. Auch auf der Karte der Preußischen Landesaufnahme um 1879 war der Ort erneut unter dem Namen „Barg“ zu finden. 1886 wurde die Freiwillige Feuerwehr Barg-Löstrup-Möllmark gegründet. Im Jahr 1961 wurden 119 Einwohner in Bargfeld gezählt. Im Jahr 1970 waren es nur noch 91 Einwohner. Das Haus Petersburg am nördlichen Rand von Barg diente im Übrigen im 19. Jahrhundert noch als Gasthaus. 1970 wurde Barg (zusammen mit Bargfeld) nach Sörup eingemeindet. In heutiger Zeit dient das schon erwähnte Haus Petersburg als Privathaus. Ende der 1990er Jahre bis zu seinem Tod wohnte dort der Künstler Reimer Riediger, der beispielsweise für seine Bemalung des Wasserturmes Kiel-Neumühlen-Dietrichsdorf bekannt ist. In Barg ist heute auch der Erdbeerhof Jensen beheimatet, der regional seine Erdbeeren und Himbeeren verkauft.